# Phase music

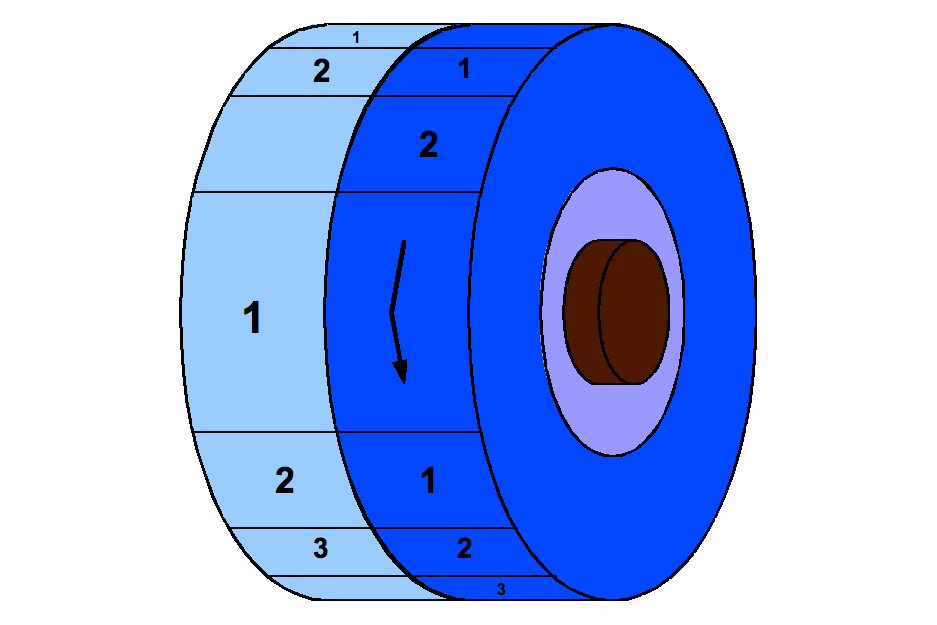
Visualização como dois discos compartilhando um padrão idêntico em uma bobina comum. Este padrão pode ser mudado em si mesmo em todas as posições fazendo girar um dos discos.

Phase music é uma forma de música que usa o faseamento como principal processo da composição musical. É uma abordagem a composição musical   que sempre é associada com a música minimalista, pois compartilha características similares, mas alguns comentaristas preferem tratar a phase music como uma categoria separada. O faseamento é uma técnica de composição na qual a mesma parte (uma frase repetitiva) é tocada em dois instrumentos musicais, em andamento constante, mas não idêntico. Portanto, os dois instrumentos gradualmente deslocam-se do uníssono, criando primeiro um leve eco enquanto um instrumento toca um pouco atrás do outro, então uma duplicação com cada nota é ouvida duas vezes, então um complexo efeito ressonante, e eventualmente, volta a duplicar e ecoar em uníssono. O faseamento é o equivalente rítmico de circular pela fase de duas formas de onda como em uma  mudança de fases. Note que o andamento dos dois instrumentos são quase idênticos, de modo que ambas as partes são percebidas como sendo no mesmo andamento: as mudanças apenas separam as partes gradualmente. Em alguns casos, especialmente em apresentações ao vivo onde a separação gradual é extremamente difícil, o faseamento é realizado inserindo periodicamente uma nota extra (ou temporariamente removendo uma) na frase de um dos dois músicos que reproduzem a mesma frase repetida, deslocando assim a fase por uma única batida por vez, em vez de gradualmente.
Foi popularizada pelo compositor Steve Reich. Na tape music de Reich, o compositor tem várias cópias do mesmo loop   simultaneamente em diferentes máquinas. Ao longo do tempo, as pequenas diferenças na velocidade das diferentes máquinas causam um efeito de flanging e então a separação  rítmica ocorre. Exemplos disto, incluem as peças de Reich Come Out e It's Gonna Rain. Esta técnica então foi estendida para instrumentos acústicos como em seu Piano Phase, a primeira tentativa de Reich em aplicar a técnica de faseamento em apresentações ao vivo, e posteriormente as mudanças nas fases eram feitas imediatamente, ao invés de gradualmente, como na peça de Reich Clapping Music.